# Nowoswitliwka (obwód mikołajowski)
Nowoswitliwka (ukr. Новосвітлівка) – wieś na Ukrainie, w obwodzie mikołajowskim, w rejonie wozniesieńskim, w hromadzie Wesełynowe. W 2001 liczyła 1410 mieszkańców, spośród których 1337 wskazało jako ojczysty język ukraiński, 61 rosyjski, 8 mołdawski, 2 bułgarski, a 2 inny.